# سیما مرادبیگی
سیما مرادبیگی (زادهٔ ۱۳۷۵ در بوکان) یکی از آسیب دیدگان خیزش ۱۴۰۱ ایران در شهر بوکان است. وی ۲۱ مهرماه ۱۴۰۱ به همراه همسرش در اعتراضات سراسری ایران که در بوکان هم برگزار شد شرکت کرده بود. در مقابل بیمارستان قدیمی (درمانگاه امام علی فعلی) این شهر مورد تیراندازی نیروهای نظامی و امنیتی قرار گرفت. به گفته سیما مرادبیگی، مأمور جمهوری اسلامی، به عمد و دانسته، اسلحه را به سمت او گرفته به دستش تیراندازی کرده است.

## بازتاب و حاشیه دیدار با رضا پهلوی
سیما مرادبیگی در بهمن ۱۴۰۳ با رضا پهلوی دیدار کرد. در این دیدار، به صورت تلفنی با شهبانو فرح پهلوی نیز گفتگوی کوتاهی داشت. فرح پهلوی به دلیل کهولت سن، زمانی که سیما مراد بیگی خود را از بوکان معرفی کرد، متوجه موقعیت بوکان در ایران نشد. همین موضوع دست مایه طنز شبکه‌های اجتماعی خصوصاً اپوزیسیون و جمهوری اسلامی شد.
فرح پهلوی در جوانی ۲ بار به بوکان سفر کرده است. در سال ۱۳۴۷ و ۱۳۵۰ شمسی از این شهر و روستاهای آن بازدید کرده است و حتی چند پروژه را نیز افتتاح نموده است.

## تخریب شخصیتی توسط احزاب کُردی
سیما مراد بیگی در مصاحبه‌ای با ایران اینترنشنال، گفت: زمانی که گفتم، ما مبارزه می‌کنیم و ایران را پس می‌گیریم (به دلیل استفاده از کلمهٔ ایران) که خوشایند احزاب افراطی کُردی نبود، به صورت مجازی و سایبری به من حمله کردند و حملات ادامه دارد.